# Donata Reinecke
Donata Reinecke (* 20. Juli 1944 in Schröttersburg, Westpreußen) ist eine deutsche Politikerin der SPD.

## Ausbildung und Beruf
Donata Reinecke erlangte 1965 die Fachhochschulreife und 1969 die Hochschulreife. Eine Schneiderlehre beendete sie 1965 mit der Gesellenprüfung. Von 1966 bis 1969 besuchte sie die Ingenieurschule in Mönchengladbach, die sie als Textilingenieurin abschloss. 
Ein Studium an der Universität Köln in den Fächern Textil/Bekleidung und VWL/Wirtschaftspädagogik schloss sich 1971 bis 1977 an. Im Anschluss daran legte sie das erste und zweite Staatsexamen ab. Sie war an den Berufsbildenden Schule in Köln 14 tätig. Seit 1998 ist sie Master-Practitioner für Neuro-Linguistisches Programmieren (NLP).

## Politik
Donata Reinecke ist seit 1972 Mitglied der SPD. Von 1980 bis 1989 war sie Mitglied des Stadtrates Köln. Sie ist SPD-Ortsvereinsvorsitzende seit 1993.
Mitglied des Vorstandes des AWO-Kreisverbandes Köln ist sie seit 1991, seit 1998 dessen stellvertretende Vorsitzende. Seit 1997 ist Reinecke Mitglied des Vorstandes des AWO-Bezirksverbandes Mittelrhein. Vorsitzende des Fördervereins des Maria-Juchacz-Altenzentrums Köln Chorweiler e.V. ist sie seit 1990.
Donata Reinecke war direkt gewähltes Mitglied des 11., 12. und 13. Landtags von Nordrhein-Westfalen von 1990 bis 2005.